# 檜垣造船
檜垣造船株式会社（ひがきぞうせん）は、愛媛県今治市に本社を置く造船会社。
貨物船、ケミカルタンカー、LNG船、エチレン船、セメント運搬船、LPG船などの建造実績がある。

## 概要
今治造船と同様に檜垣為治が1901年に設立した「檜垣造船所」をルーツに持つ造船会社である。創業者の檜垣久雄は、戦後兄の繁一と父･為治の檜垣造船所を継ぎ、木造船建造を行っていたが、1951年に分かれてそれぞれ独立、久雄は檜垣久雄造船所を創業した。久雄は、今治造船の会長などを務めた檜垣正一とは兄弟に当たる。今治造船とは2001年10月に同じく同根企業である繁造船を含めた3社合同で創業100周年記念パーティーを開催するなど「親族会社」として友好関係を維持している。ただし、資本関係はなく、営業を始めとする事業活動全般も個別に行っている。
中型輸送船分野では、業界内でトップクラスのシェアを誇る。

## 事業所
- 本社工場 - 愛媛県今治市小浦町1丁目4番25号
- 波方工場 - 愛媛県今治市波方町波方字石持甲1571番4
- 東京事務所 - 東京都中央区新川1丁目2番10号 新川むさしやビル9階

## 沿革
- 1951年11月 - 檜垣久雄が檜垣久雄造船所として創業。
- 1964年6月 - 法人組織に変更。「檜垣造船株式会社」設立。
- 1967年11月 - 第一号船台1,000総トン建造船台完成。
- 1969年10月 - 建造実績100隻を達成。
- 1973年
  - 5月 - 資本金4,800万円に増資。
  - 11月 - 3,000総トン船台完成。
- 1974年7月 - 4,000総トン船台へ呼称能力変更の許可を受ける。
- 1976年6月 - 5,300総トン船台設備許可を受ける。
- 1977年10月 - 建造実績200隻を達成。
- 1980年6月 - 総トン数5,000トン以上の船舶を製造することができる造船台、又はドックを使用する。5,300総トン船台を廃止し、新たに4,900総トン船台設備許可を受ける。
- 1982年10月 - 累積トン数100万載貨重量トンを達成　コンピュータシステムを導入し、 社内電算化による生産・管理システムを整備。
- 1983年8月 - 建造実績300隻を達成。
- 1991年11月 - 建造実績400隻を達成。
- 1993年3月 - 4,999総トン船台から5,999総トン船台へ拡張完成。
- 1995年7月 - 東京事務所を新川自社ビル（新川むさしやビル）に移転。
- 1998年
  - 2月 - 5,999総トン船台から6,800総トン船台への設備拡張許可を受け、完成。造船用総合システム「トライボン」を導入。
  - 11月 - 新本社ビル落成。
- 1999年1月 - 建造実績500隻を達成。
- 2003年
  - 2月 - 6,800総トン船台から7,300総トン船台へ拡張完成。
  - 7月 - 国内初の内航LNG船竣工。
  - 11月 - 7,300総トン船台から9,990総トン船台へ拡張完成。
- 2006年10月 - 建造実績600隻を達成。
- 2008年5月 - 波方工場が完成。
- 2012年4月 - ブラスト・塗装工場完成。
- 2015年
  - 3月 - 9,990総トン船台から16,000総トン船台への船台拡張工事が完工。
  - 4月 - 建造実績700隻を達成。
- 2016年5月 - 2基目となる240Tジブクレーンを波方工場に導入。

## 主要建造船
- 第一新珠丸 - 2003年竣工。国内初の内航LNG船[5]。
- いせ　みらい - 2020年竣工。国内初のLNGを燃料とする内航貨物船[6]。

## グループ会社
- 摂予汽船株式会社（船舶貸渡業）
- 檜商事株式会社（造船資材の販売等）